# Preußisch Holland (kreis)

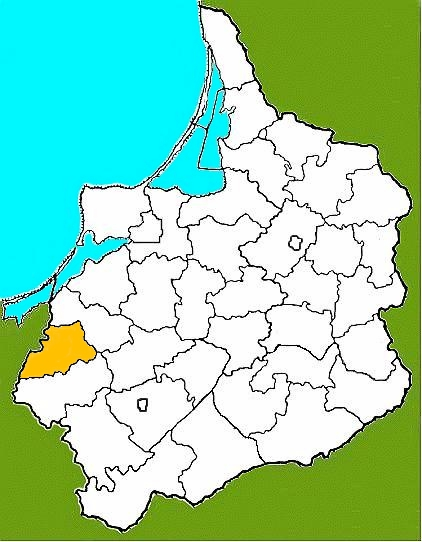
Preußisch Holland in Oost-Pruisen

Preußisch Holland (Pruisisch Holland), ook wel Ambt Holland genoemd, was een Hollands nederzettingsgebied, later Landkreis, in het toenmalig Pruisen, ten zuidoosten van Elbing.

## Geschiedenis

### Middeleeuwen
Vanaf 1231 begon de Duitse Orde het grondgebied rond de Weichsel op de Pruisen te veroveren. Nadat de Orde door stichtingen en nederzettingen van de stad een staatachtige structuur had gecreëerd, richtte zij als administratieve eenheden Commanderijen op. De latere Kreis lag in de buurt van Commanderij Elbing. Nadat Elbing door de Tweede Vrede van Thorn toebedeeld werd aan Polen, werd het stadje Pruisisch Holland, nu Pasłęk geheten, in 1297 door de Pruisische landcommandeur der Duitsche Orde gesticht en werd het de zetel van de commandant. Vóór de Pruisische reorganisatie was er al een hoofdkantoor in Pruisisch Holland.
Reeds vóór de stichting van de stad Pruisisch Holland waren in de omgeving al Hollandse dorpen en nederzettingen gebouwd en was er een afwateringskanaal, de Weeske, gegraven met een verbinding naar de Draussensee (nu: Jezioro Drużno).

### 16e tot 18e eeuw
Het Hollandse gebied had als doel een veilig vestigings- en verblijfsgebied te bieden aan Hollanders. 
In de 16e eeuw zijn veel doopsgezinden (mennonieten) naar deze streek uitgeweken en hebben de woeste gronden rond het gebied van de Weichsel bewerkt tot vruchtbare akkers. Tot ver in de 18e eeuw was de spreek- en kerktaal Nederlands. Aan de Beneden-Weichsel liggen nog steeds dorpen, die een Hollands karakter dragen.

### De kreisen in het koninkrijk Pruisen
Door de „Verordnung wegen verbesserter Einrichtung der Provinzialbehörden“ van 30 april 1815 werd op 1 februari 1818 kreis Mohrungen aan het gebied toegevoegd. Administratief viel het daardoor onder het landkreis Königsberg. De zetel van het districtskantoor was gevestigd in de stad Pruisisch Holland, met als eerste districtsbestuurder kapitein von Hacke.
Het wapenschild van het gebied toonde een wit religieus schild met een zwart kruis, in het midden een klein wapen met een rode leeuw op een gouden achtergrond.

### Gedurende het Interbellum
Vanwege de bepalingen van het Verdrag van Versailles moest de kreisen van West-Pruisen in 1920 aan Polen worden afgestaan met het oog op de oprichting van de Poolse Corridor. In 1920 werden de Duitse resterende West-Pruisische kreisen geannexeerd door Oost-Pruisen, inclusief de naburige Kreisen Elbing en Stuhm van Pruisen.
Met ingang van 30 september 1929 vond in de kreis Preußisch Holland ten gevolge van de ontwikkelingen in de rest van Pruisen een territoriale hervorming plaats waarbij bijna alle voorheen onafhankelijke landgoeddistricten werden ontbonden en toegewezen aan naburige plattelandsgemeenschappen.
Onder de heerschappij van de nationaalsocialisten in 1936 werd de gemeenschap Judendorf omgedoopt tot Hermannswalde.

### Na het einde van de Tweede Wereldoorlog
In het voorjaar van 1945 werd het kreis-gebied bezet door het Rode Leger. In de zomer van 1945 werd de kreis van Pruisisch Holland onder Pools bestuur geplaatst door de Sovjet-bezettingsmacht onder de Conferentie van Potsdam, samen met de zuidelijke helft van Oost-Pruisen en heel West-Pruisen. In de daaropvolgende periode werd de resterende Duitse bevolking uit het kreis-gebied verdreven door de lokale Poolse administratieve autoriteiten. De nieuw gevestigde bewoners kwamen voornamelijk uit gebieden ten oosten van de Curzon-linie. Hun oorsprongsgebieden in het voormalige Oost-Polen waren veroverd bij de Pools-Sovjetoorlog (1919-1921), vielen ten prooi aan de Sovjet-Unie met de Sovjetbezetting in 1939, de Duitse bezetting na de Duitse invasie van de Sovjet-Unie in 1941 en kwamen terug na de Tweede Wereldoorlog de Sovjet-Unie.
Het voormalige kreis-gebied behoort nu grotendeels tot de powiat Elbląski (bezirk Elbing) in het door het vanuit Allenstein (Olsztyn) geregeerde woiwodschap Ermland-Mazurië.

### Gemeenten
Het aantal gemeenten daalde in de loop van de jaren door samenvoegingen. In 1908 bestonden naast de twee steden nog steeds 173 gemeenschappen en in 1945, volgens de lijst van gemeenten nog steeds 90 gemeenten zonder stadsrecht en het Gutsbezirk Remonteamt van de Wehrmacht. Pruisisch Holland en Mühlhausen bleven tot het einde van haar bestaan de enige twee steden in het district.

## Vondel
Ook Vondel verhaalt over dit gebied in zijn Gijsbrecht: 

Zijn wil is dat ghy treckt na ’et vette land van Pruissen, 

Daer uit het Poolsch geberght de Wijsselstroom koomt ruisschen,

Die de overs rijck van vrucht genoeghelijck bespoelt,

Verhou u daer, en wacht dotdat de wraeck verkoelt, 

Ghy zult in dit gewest een stad, Nieuw Holland, bouwen,

En in gezonde lucht, en weeldige landouwen, vergeten al uw leet, en overbrogten druck.

## Dorpen
Het gebied omvatte in de 16e eeuw de Hollandse dorpen:
- Greulsberg (nu: Podgórze)
- Schönberg (nu: Szymbark)
- Judeadorf/Judendorf
- Schönwiese
- Liebenau
- Pfenen
- Robitten
- Bardeyn (nu: Burdajny)
- Teschen
- Groot en Klein Thierbach

## Meer
Voorts lag westelijk in het gebied een meer, de Draussensee (nu: Jezioro Drużno).